# Éveil éditeur
Éveil Nature, ou Éveil éditeur, a été créée en 1992 à Saint-Yrieix-sur-Charente par François Dorigny qui l'a toujours dirigé. C'était une maison d'édition naturaliste.
Elle a publié des livres naturalistes comme des étymologies et des monographies. Dans la collection Approche, elle a publié des ouvrages consacrés à une seule espèce animale proposant un discours de vulgarisation scientifique pour faire partager au public l'essentiel d'un sujet.
Ses ouvrages consacrés à l'ornithologie bénéficiaient souvent du label de la Ligue pour la Protection des Oiseaux.
En 2003, son activité s'est poursuivie en sein des éditions Belin, au sein de la collection Éveil nature, dirigée par François Dorigny. Elle s'est arrêtée en 2007.

## Publications

### Ornithologie
- François Sueur, La Mouette rieuse, Éveil éditeur, coll. « Approche », Saint-Yrieix-sur-Charente, 1993, 72 p.,  (ISBN 978-2840000013).
- Lionel Frédéric, Le Martinet noir, Éveil éditeur, coll. « Approche », Saint-Yrieix-sur-Charente, 1994, 72 p.,  (ISBN 2840000032).
- Paul Isenmann, La Mésange bleue, Éveil éditeur, coll. « Approche », Saint-Yrieix-sur-Charente, 1997, 72 p.,  (ISBN 978-2840000136).
- François Dorigny, Quand passent les grues cendrées, Éveil éditeur, coll. « Première approche », Saint-Yrieix-sur-Charente, 1999, 72 p.,  (ISBN 978-2840000198).
- François Sueur, La Tourterelle turque, Éveil éditeur, coll. « Approche », Saint-Yrieix-sur-Charente, 1999, 72 p.,  (ISBN 2840000202).
- Yves Müller, L'Effraie des clochers, Éveil nature et science, coll. « Approche » n° 16, Saint-Yrieix-sur-Charente, 1999, 72 p.,  (ISBN 2840000229).
- Gérard Debout, Le Grand Cormoran, Éveil éditeur, coll. « Approche », Saint-Yrieix-sur-Charente, 2000, 72 p.,  (ISBN 978-2840000259).
- François Siorat, Le Fou de Bassan, Éveil éditeur, coll. « Approche », Saint-Yrieix-sur-Charente, 2000, 72 p.,  (ISBN 978-2840000044).
- Joël Broyer, Le Râle des genêts, Éveil éditeur, coll. « Approche », Saint-Yrieix-sur-Charente, 2000, 106 p.,  (ISBN 978-2840000129).
- Paul Isenmann, Le Merle noir, Éveil éditeur, coll. « Approche », Saint-Yrieix-sur-Charente, 2000, 72 p.,  (ISBN 978-2840000280).
- Richard Rouxel, Les Bécassines, Éveil éditeur, Saint-Yrieix-sur-Charente, 2000, 304 p.,  (ISBN 2840000261).
- Richard Rouxel (trad. Laurie Graham), Snipes, Éveil éditeur, Saint-Yrieix-sur-Charente, 2000, 304 p.,  (ISBN 2-84000-027-X) (BNF 38960615).
- Bernard Joubert, Le Circaète Jean-le-blanc, Éveil éditeur, coll. « Approche », Saint-Yrieix-sur-Charente, 2001, 72 p.,  (ISBN 978-2840000297).
- Wiltraud Englander & Hans-Heiner Bergmann (trad. et adapt. Marcel Jacquat), Le Tadorne de Belon, Éveil éditeur, coll. « Approche », Saint-Yrieix-sur-Charente, 2000, 72 p.,  (ISBN 978-2840000242).
- Yvon Le Gars, Zoom sur le goéland, Éveil éditeur, coll. « Première approche », Saint-Yrieix-sur-Charente, 2001, 64 p.,  (ISBN 978-2840000334).
- Joël Broyer, Le Vanneau huppé, Éveil éditeur, coll. « Approche » n° 23, Saint-Yrieix-sur-Charente, 2002, 72 p.,  (ISBN 2840000393).
- Yves Müller & Alfred Schierer, La Cigogne blanche, Éveil nature et science, coll. « Approche », Saint-Yrieix-sur-Charente, 2002, 72 p.,  (ISBN 978-2840000419).
- Pierre Cabard, L'Étymologie des noms d'oiseaux, Éveil éditeur, Saint-Yrieix-sur-Charente, 2003,  (ISBN 978-2840000464)

### Mammalogie
- Philippe Huet, Le Loup, Éveil éditeur, coll. « Approche », Saint-Yrieix-sur-Charente, 1995, 72 p.,  (ISBN 978-2840000099).
- Pierre Cabard & Bernard Chauvet, L'Étymologie des noms de mammifères, Éveil éditeur, Saint-Yrieix-sur-Charente, 1998, 240 p.,  (ISBN 978-2840000174).
- Marie-Charlotte Saint-Girons & François Moutou, La Belette, Éveil éditeur, coll. « Approche », Saint-Yrieix-sur-Charente, 1998, 72 p.,  (ISBN 978-2840000167).
- (fr) Denis-Richard Blackbourn, Le Renard roux, Saint-Yrieix-sur-Charente, Éveil éditeur, coll. « Approche » (no 15), 1999, 84 p. (ISBN 978-2-84000-021-1).
- Pascal Étienne, Le Phoque Veau-marin, Éveil éditeur, coll. « Approche », Saint-Yrieix-sur-Charente, 2000, 72 p.,  (ISBN 978-2840000235).
- Catherine Perrin, La Marmotte alpine, Éveil éditeur, coll. « Approche », Saint-Yrieix-sur-Charente, 2001, 72 p.,  (ISBN 978-2840000303).
- Jean-François Noblet, La Martre, Éveil éditeur, coll. « Approche », Saint-Yrieix-sur-Charente, 2002, 72 p.,  (ISBN 978-2840000402).
- Emmanuel Do Linh San, Le Blaireau, Éveil éditeur, coll. « Approche », Saint-Yrieix-sur-Charente, 2003, 72 p.,  (ISBN 978-2840000426).

### Zoologie
- Emmanuelle Goix & Claude Grisard, Éloge de la queue, Éveil nature et science, coll. « Première approche », Saint-Yrieix-sur-Charente, 2002, 64 p.,  (ISBN 978-2840000440).

- Association Ponema, Attirez les papillons, Éveil nature et science, Saint-Yrieix-sur-Charente, 1996, 96 p.,  (ISBN 978-2840000075)

### Mycologie
- Michel Botineau, L'Amanite phalloïde, Éveil éditeur, coll. « Approche », Saint-Yrieix-sur-Charente, 1998, 72 p.,  (ISBN 978-2840000020).

### Astronomie
- Robert Carde, La Lune, Éveil éditeur, coll. « Approche », Saint-Yrieix-sur-Charente, 1992, 72 p.,  (ISBN 2840000008).

### Écologie
- Alain Persuy, Le Coteau calcaire, Belin éditeur, Paris, 2004, 88 p.,  (ISBN 2701138795)